# Ian Holloway
Ian Scott Holloway (* 12. März 1963 in Kingswood) ist ein ehemaliger englischer Fußballspieler und derzeitiger Trainer.

## Spielerkarriere
Seine 18 Jahre umfassende Spielerlaufbahn begann Holloway 1981 bei seinem Heimatverein Bristol Rovers, für den er insgesamt dreimal spielte und mit nahezu 400 Ligaspielen mit Abstand am meisten Ligaspiele absolvierte. Nach den Zwischenstationen FC Wimbledon, FC Brentford und Queens Park Rangers kehrte der Mittelfeldspieler 1996 ein letztes und drittes Mal zu Bristol zurück und wurde Spielertrainer bei den Rovers. 1999 beendete er seine aktive Laufbahn endgültig.

## Trainerkarriere

### Bristol Rovers
Ian Holloway startete seine Trainerkarriere 1996 als Spielertrainer bei seinem Heimatverein Bristol Rovers. Er erzielte ein Tor in 31 Ligaspielen und führte seine Mannschaft auf Platz 17 in der dritten Liga. In der Saison 1997/98 belegte Holloway (39 Spiele/kein Tor) den fünften Tabellenrang und zog damit in die 1. Play-off-Runde ein. Dort erwies sich der Tabellenvierte Northampton Town nach einem 3:1-Heimsieg im Rückspiel mit 3:0 als stärker. Nach einer Platzierung im Mittelfeld 1998/99 beendete Holloway (37/0) mit 36 Jahren seine Spielerlaufbahn und konzentrierte sich fortan ausschließlich auf seine Trainertätigkeit. Nach einem siebten Platz 1999/2000 verlief die Saison 2000/01 in der dritten Liga denkbar negativ. Die Rovers stiegen als Viertletzter mit einem Punkt Rückstand auf Swindon Town in die Football League Third Division ab. Holloway wurde bereits Ende Januar 2001 entlassen.

### Queens Park Rangers
Bereits einen Monat später übernahm er den Trainerposten bei den Queens Park Rangers, für die er von 1991 bis 1996 bereits als Spieler agiert hatte. Die Rangers befanden sich im Abstiegskampf in der zweiten englischen Liga und erhofften sich von Ian Holloway den Klassenerhalt. Dies gelang dem neuen Trainer jedoch nicht und der Verein stieg erstmals seit 34 Jahren wieder in die dritte Liga ab. Trotz dieses Misserfolgs blieb er Trainer in London und erreichte mit seiner Mannschaft 2001/02 einen achten Platz in der Football League Second Division. 2002/03 verpassten die Rangers die Rückkehr in die zweite Liga nach einem vierten Platz erst in den Play-offs. Umso besser lief die Spielzeit 2003/04, als Queens Park Vizemeister hinter Plymouth Argyle wurde und in die nun Football League Championship genannte zweite Liga zurückkehrte. Dort belegte sein Team in der Football League Championship 2004/05 den elften Tabellenrang und sicherte sich den Klassenerhalt. Der Start in die Saison 2005/06 verlief für Holloway und seine Mannschaft ebenfalls zufriedenstellend. Am 6. Februar 2006 wurde Ian Holloway jedoch überraschend vom Vorstand entlassen, da dieser den Spielbetrieb durch Wechselgerüchte zu Leicester City gestört sah.

### Plymouth Argyle
Zu Beginn der Saison in der Football League Championship 2006/07 übernahm er den Trainerposten bei Plymouth Argyle. Plymouth war 2003/04 gemeinsam mit Holloways letztem Verein in die zweite Liga aufgestiegen und spielte nach wie vor in dieser Spielklasse. Argyle beendete die Spielzeit auf dem elften Tabellenrang und verfehlte damit deutlich den von ihm angestrebten Aufstieg in die Premier League. Zu Beginn der neuen Spielzeit teilte er dem Vorstand Ende November 2007 seinen Rücktritt mit und übernahm den Trainerposten bei Leicester City. Dies sorgte in Plymouth für erhebliche Verstimmung.

### Leicester City
Seine neue Tätigkeit als Trainer bei Leicester verlief nicht wie erhofft, vielmehr stieg der Verein am Saisonende aus der Football League Championship 2007/08 ab. Ein Punkt Rückstand auf Coventry City führte zum bitteren Gang in die Football League One. Holloway verließ in der Folge den Verein und blieb anschließend ein Jahr ohne neuen Trainerposten.

### FC Blackpool
Im Mai 2009 wurde er Trainer beim englischen Zweitligisten FC Blackpool. Der Verein war 2007 nach jahrzehntelanger Durststrecke in die zweite Liga aufgestiegen und hatte sich in den folgenden beiden Jahren in der Liga etabliert. Holloway gelang eine ausgezeichnete Saison mit seinem Team, das er auf den sechsten Platz in der Football League Championship 2009/10 führte. In der ersten Play-off-Runde bezwang Blackpool den Tabellendritten Nottingham Forest mit 2:1 und 4:3 und zog damit ins Finale nach Wembley ein. Dort bezwang die Mannschaft den Tabellenvierten Cardiff City mit 3:2 und stieg damit nach 40 Jahren Abstinenz wieder in die erste Liga auf.

### Crystal Palace
Am 3. November 2012 wechselte er zu dem englischen Zweitligisten Crystal Palace. Mit den Londonern gelang ihm der Aufstieg in die Premier League, doch nach einem schwachen Saisonstart in die Premier League 2013/14 legte er sein Amt Ende Oktober 2013 nieder.

### FC Millwall
Am 6. Januar 2014 wurde Ian Holloway als neuer Trainer des Zweitligisten FC Millwall bekannt gegeben. Holloway schaffte mit Millwall in dieser Saison den Verbleib in der Football League Championship, nach einigen mageren Ergebnissen und der drohenden Relegation in der Saison 2014/15 wurde Holloway am 10. März 2015 jedoch vorzeitig entlassen.

## Privates
Ian Holloway lernte seine spätere Frau Kim mit 14 Jahren kennen. Nach der Hochzeit erkrankte Kim an Lymphdrüsenkrebs, den sie überstanden hat. Das Paar hat vier Kinder: William, die Zwillinge Eve und Chloe sowie Harriet. Beide Zwillinge sind hochgradig schwerhörig, was Ian Holloway in seinem Beruf beeinflusst. So ging er 2012 aufgrund der besseren Schulbildung in London für seine Tochter zu Crystal Palace. Er hat zudem die Gebärdensprache erlernt.

## Erfolge
als Spieler:
- Football League Third Division Meister (Aufstieg): 1990

als Trainer:
- Football League Second Division Vizemeister (Aufstieg): 2004
- Football League Championship (Aufstieg): 2010